# Кизилмакташи
Кизилмакташи́ (каз. Қызылмақташы) — село у складі Жанакорганського району Кизилординської області Казахстану. Адміністративний центр та єдиний населений пункт Кираського сільського округу.
У радянські часи село називалось Кораш.
Населення — 829 осіб (2021; 881 у 2009, 719 у 1999, 757 у 1989).